# Площадь Дианы
Площадь Дианы (фр. Place Diana) находится в XVI округе Парижа. Это одна из самых посещаемых достопримечательностей Парижа возле моста Альма. 
Названа в честь принцессы Уэльской Дианы. Расположенный на площади памятник в виде факела Статуи Свободы, установленный в 1989 году в знак французско-американской дружбы, после смерти принцессы Дианы в тоннеле у площади стал нередко восприниматься в качестве мемориала принцессы.

## Галерея

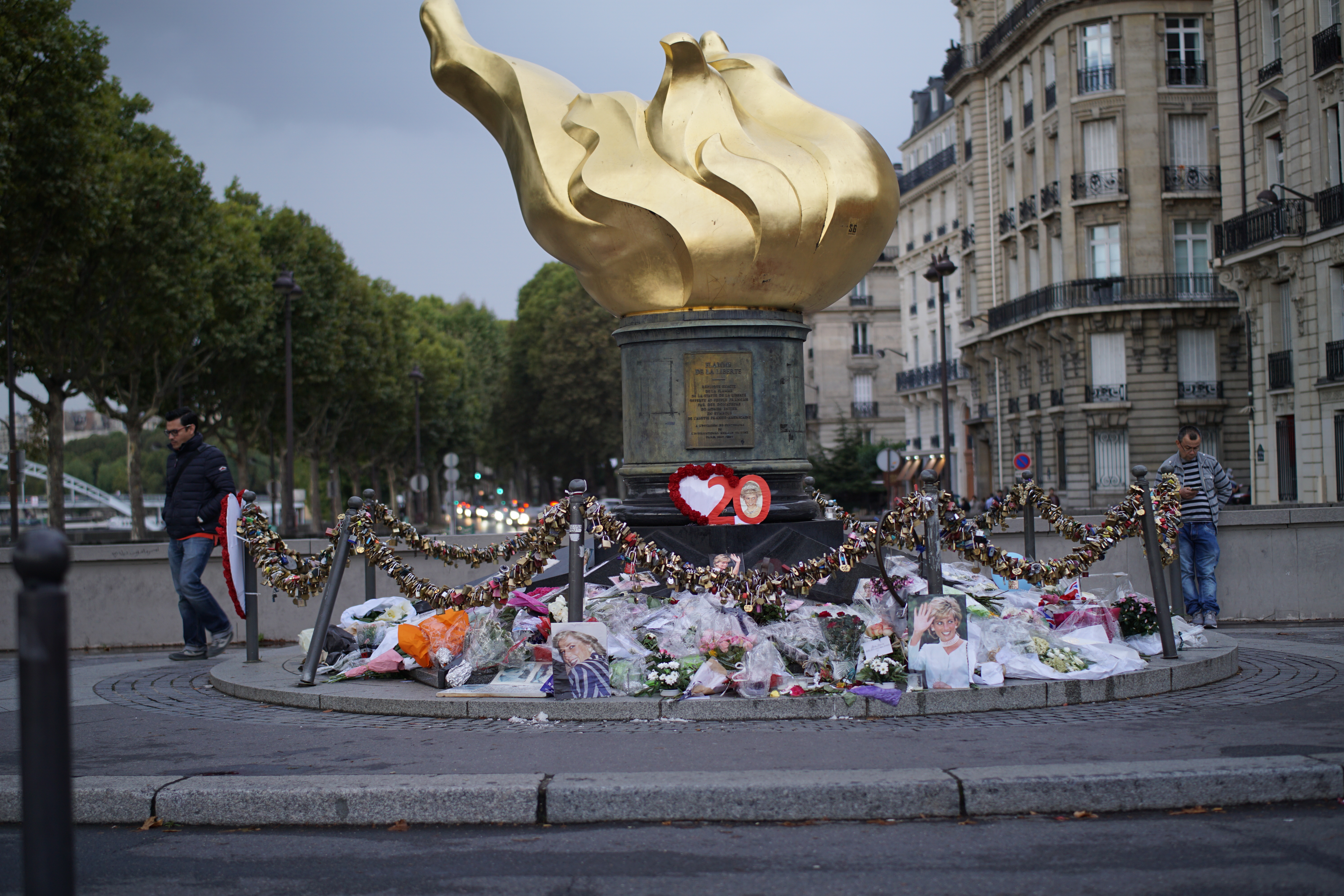
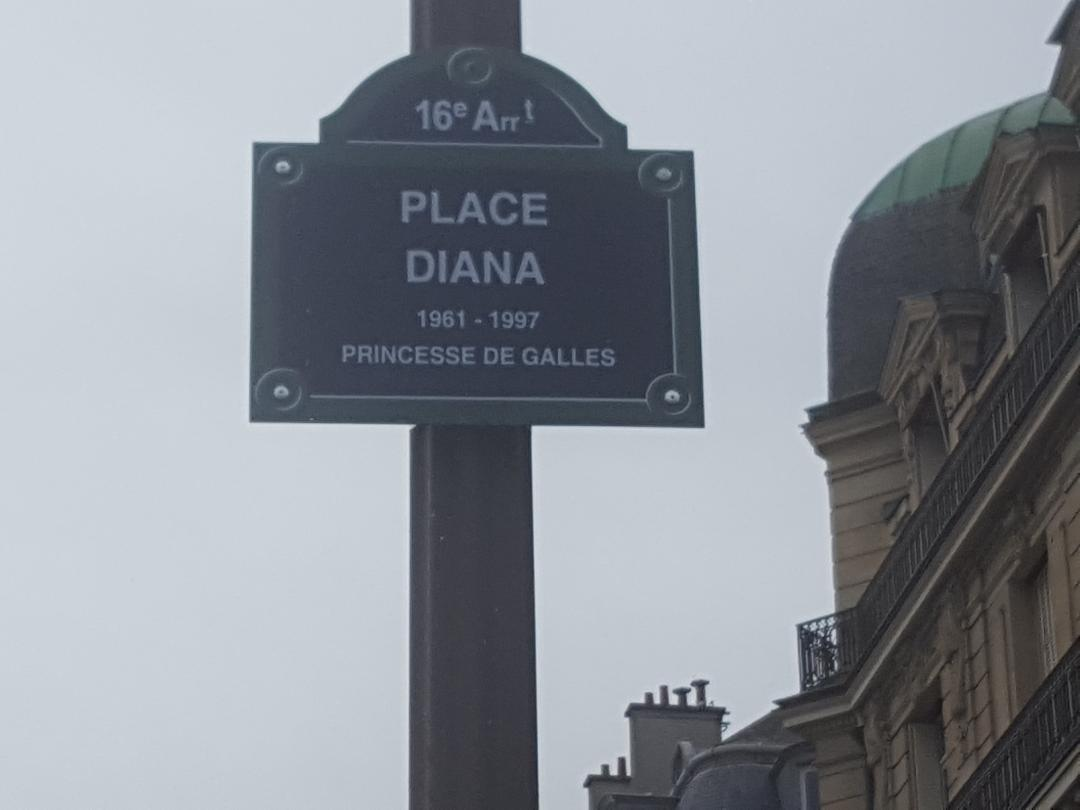
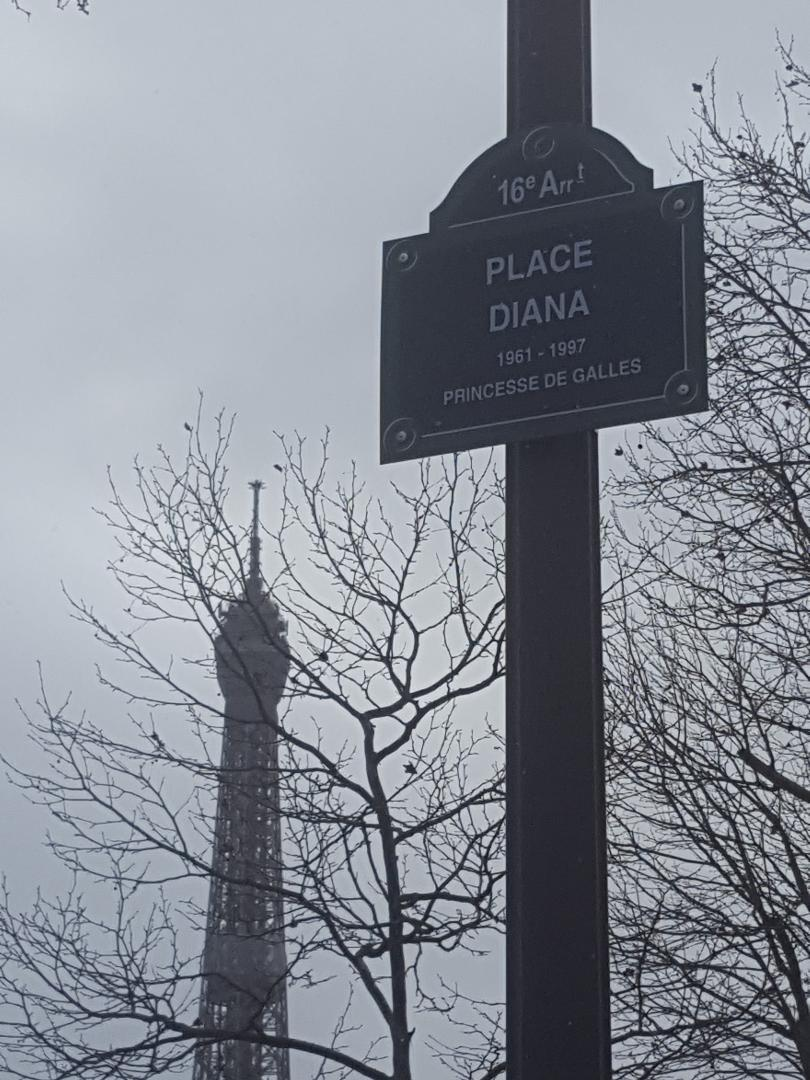
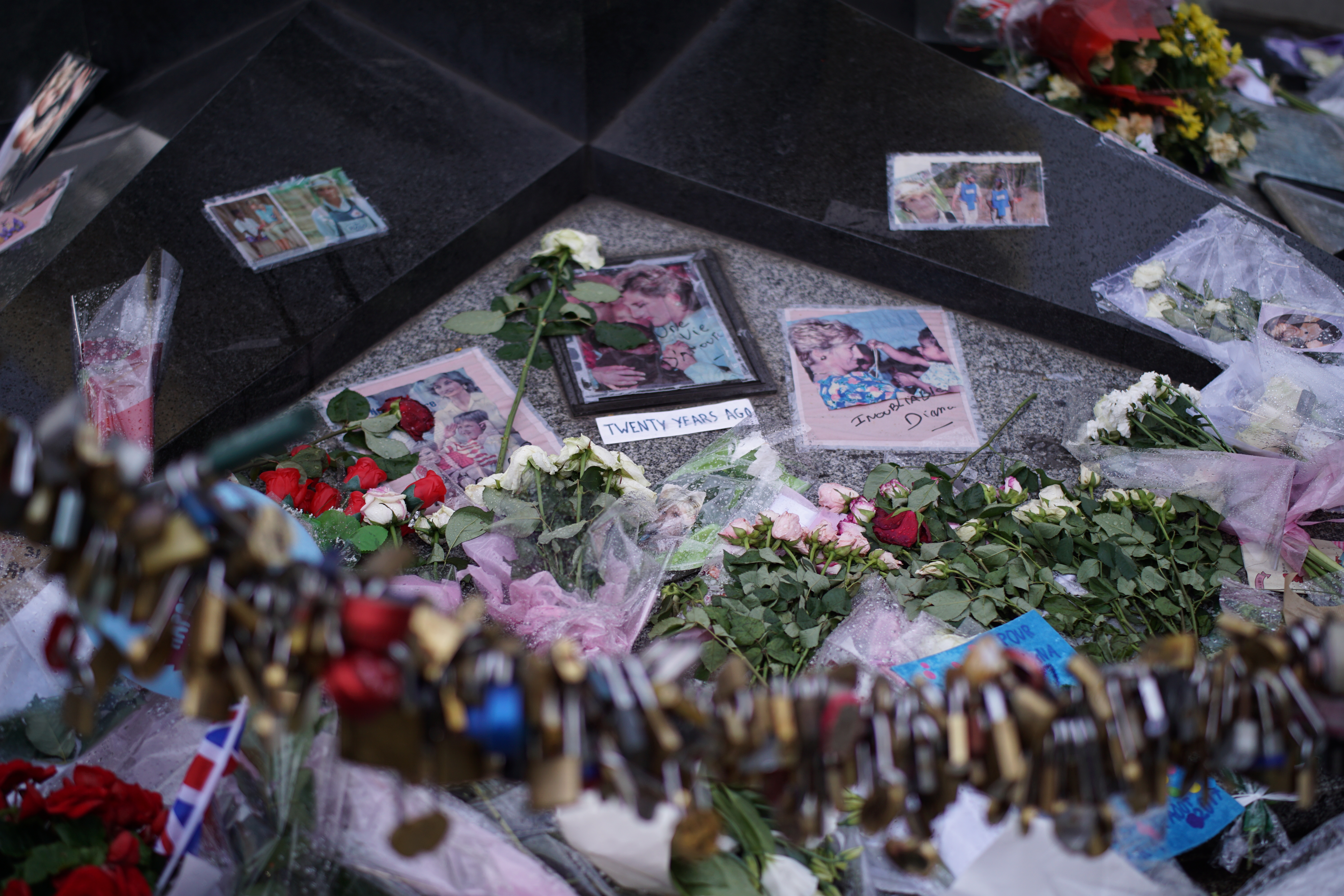